# 米谷義郎
米谷 義郎（こめたに よしろう、1909年6月9日 - 1997年4月29日）は、日本の教育者。 石川県出身。東京府青山師範学校卒業後、東京都文京区立指ヶ谷小学校教頭、墨田区立隅田第二小学校長を経て、1970年に墨田区立錦糸小学校長を最後に教職を引退。
1931年に落合聡三郎、加藤光らとともに学校劇研究会（現在日本演劇教育連盟）を設立し、全国への学校劇の普及に貢献した。
1938年に日本水上競技聯盟（現在日本水泳連盟）による水泳指導者協会と水泳指導研究会の創立に従事。1940年より日本水泳連盟普及委員として活動。文部省『水泳指導の手引き』『小学校学習指導要領（特別活動）指導書』に執筆。引退後も、水泳指導者の育成や市民水泳教室など、長年にわたって水泳を推奨する活動を続けた。1977年には東京都三鷹市で水泳クラブ「楽水会」の発足、初代会長を務めた。

## 著書

### 単著
- 『子どもの水泳指導』教育実践文庫、明治図書出版社、1953年[7]。
- 『学校行事を創造する』文教書院、1970年[8]。

### 共著
- 『学校劇読本 5年生』実業之日本社、1954年[9]。
- 『図解水泳読本』吉田勝平共著、湖山社、1956年[10]。
- 『水泳教材：図解組み泳ぎ（シンクロナイズド水泳解説）』上野徳太郎共著、万有出版社、1956年[11]。
- 「道具や衣装も児童の手で」『学校劇と舞踊：新しい学芸会と新しい資料 小1-6 小4』教育技術連盟編、小学館、1957年、p. 218[12]。
- 「学芸会の劇指導」『学校劇と舞踊：新しい学芸会と新しい資料 小1-6 小2』教育技術連盟編、小学館、1957年、p. 18[13]。

他（国立国会図書館オンライン）

## 参照
1. 1 2 3  『学校行事を創造する』文教書院、1970年5月10日、209頁。
2. ↑  “隅田第２小学校”. oss.obunko.com. 2021年6月10日閲覧。
3. ↑  『演劇教育』国土社、1993年。ISBN 978-4-337-65951-3。
4. ↑  “帝京大学教育学部紀要 1:87-96 平成 25 年 (2013 年 )3 月 英米のドラマ教育の視点からみる低学年における劇活動 へんしん! おはなしつくろう! ごっこ遊びからお話づくり 劇づくりへ の検討 中山京子 1 2 小林由利子 1 帝京大学教育学部初等教育学科 東京都八 - PDF Free Download”. docsplayer.net. 2021年6月10日閲覧。
5. ↑  日本水上競技聯盟 (1938). 機関雑誌：水泳:  14, 15.
6. ↑  三鷹市水泳連盟 (2008). “水しぶき”. 三鷹市水泳連盟創立50周年記念誌.
7. ↑  杉山登. 国内水泳書目録:  188.
8. ↑  “国立国会図書館オンライン | National Diet Library Online”. ndlonline.ndl.go.jp. 2021年6月10日閲覧。
9. ↑  “学校劇読本. 5年生 - 国立国会図書館デジタルコレクション”. dl.ndl.go.jp. 2021年6月10日閲覧。
10. ↑  “国立国会図書館オンライン | National Diet Library Online”. ndlonline.ndl.go.jp. 2021年6月10日閲覧。
11. ↑  杉山登. 国内水泳書目録:  189.
12. ↑  “学校劇と舞踊 : 新しい学芸会と新しい資料 小1-6. 小4 - 国立国会図書館デジタルコレクション”. dl.ndl.go.jp. 2021年6月10日閲覧。
13. ↑  “学校劇と舞踊 : 新しい学芸会と新しい資料 小1-6. 小2 - 国立国会図書館デジタルコレクション”. dl.ndl.go.jp. 2021年6月10日閲覧。